# Mp3tag
Mp3tag – uniwersalny edytor informacji w standardzie ID3, tzw. znaczników lub tagów ID3, w plikach dźwiękowych. Stworzony i rozwijany przez Floriana Heidenreicha od 1999 r.
Program umożliwia edytowanie danych zawartych w znacznikach ID3, Vorbis Comments oraz APE. Możliwe jest pobieranie informacji z baz Freedb, Discogs oraz Amazon.com. Mp3tag posiada przyjazny dla użytkownika interfejs, również w języku polskim. Aplikacja przeznaczona jest dla systemów nie starszych niż Microsoft Windows XP, jednak wcześniejsze wersje programu współpracują również z Microsoft Windows 95/98/ME/2000/NT4. Istnieje również wersja przeznaczona na system operacyjny Mac.

## Obsługiwane formaty
- AAC
- ALAC
- AIF/AIFC/AIFF
- DSF
- FLAC
- MKA/MKV
- Monkey’s Audio (APE)
- MP3
- MPEG-4 (MP4, M4A, M4V)
- MPC
- Ogg
- OptimFROG
- OPUS
- Speex (SPX)
- TAK
- TTA
- WAV
- WavPack (WV)
- WebM
- WMA